# Mando Corporation
Die Mando Corporation (kor. 주식회사 만도) ist ein südkoreanischer Automobilzulieferer. Mando produziert Lenkungsteile, Bremsen und Federungen. Das Unternehmen beliefert General Motors, Cadillac, Ford, Chrysler, Chevrolet, Nissan, Kia Motors, Fiat, Volkswagen, BMW, Suzuki, Hyundai etc. Mando gehört zur Halla Group.
Der europäische Hauptsitz, die Mando Corporation Europe GmbH, befindet sich in Frankfurt am Main.

## Geschichte
Mando wurde 1962 von Chung In-yeong gegründet, dem jüngeren Bruder des Gründers von Hyundai, Chung Ju-yung. Anfangs firmierte das Unternehmen als Hyundai International Inc. (현대양행), änderte seinen Namen jedoch 1980 zu Mando Machinery Corporation. 1988 eröffnete das Unternehmen eine Fabrik für Bremssysteme in Pyeongtaek und zwei Jahre später eine Fabrik für Lenkungssysteme. Bis 1995 hatte Mando eine weitere Fabrik für Federungen in Iksan sowie ein Forschungs- und Entwicklungszentrum. Die Mando America Corporation wurde 1996 gegründet. Während der Asienkrise wurde Mando 1999 an Sunsage verkauft und in Mando Corporation umbenannt. Jedoch erwarb die Halla Group, die ebenfalls von Chung In-yeong gegründet wurde, Mando in der Folge zurück.